# Jagüey, Querétaro Arteaga
Jagüey är en ort i Mexiko.   Den ligger i kommunen Jalpan de Serra och delstaten Querétaro Arteaga, i den centrala delen av landet, 190 km norr om huvudstaden Mexico City. Jagüey ligger 1 602 meter över havet och antalet invånare är 116.
Terrängen runt Jagüey är kuperad åt nordväst, men åt sydost är den bergig. Runt Jagüey är det ganska glesbefolkat, med 36 invånare per kvadratkilometer. Närmaste större samhälle är Landa de Matamoros, 16,2 km öster om Jagüey. I omgivningarna runt Jagüey växer huvudsakligen savannskog.